# Теренс Хил
Марио Ђироти (итал. Mario Girotti; Венеција, 29. март 1939), познатији као Теренс Хил (енгл. Terence Hill), италијански је глумац, редитељ и филмски продуцент. Најпознатији је по филмовима са Бадом Спенсером који су углавном били акционе комедије или шпагети вестерни који су били јако популарни у Европи.

## Филмографија
- Лавиринт смрти (1965)
- Крвава река (1967)
- Ђанго, припреми ковчег (1968)
- Звали су ме Тринити (1970)
- И даље ме зову Тринити (1971)
- Човек са истока (1972)
- Зовем се Нико (1973)
- Пази да не буде гужве (1974)
- Дон Матео (2000—2022)